# زیریکلی
زیریکلی (به لاتین: Zirikly) یک منطقهٔ مسکونی در روسیه است که در باشقیرستان واقع شده‌است.